# Прима Дмитро Анатолійович
Дмитро Анатолійович Прима (нар. 13 березня 1983, Київ, УРСР) — український футболіст, граючий тренер клубу «Діназ» (Вишгород).

## Життєпис
Вихованець київського «Динамо» (К), у складі якого виступав на юнацькому рівні. Проте на дорослому рівні виступав виключно за третю динамівську команду. Дебютував у футболці киян 29 березня 2002 року в нічийному (2:2) виїзному поєдинку 19-о туру групи Б Другої ліги проти одеського «Чорноморця-2». Дмитро вийшов на поле на 81-й хвилині, замінивши Максима Карпенка. Загалом навесні 2002 року зіграв 2 матчі в складі «Динамо-3». Наступного року перейшов до «Борисфена-2». Дебютував за бориспольців 18 квітня 2003 року в програному (0:2) виїзному поєдинку 18-о туру групи Б Другої ліги проти ірпінської «Нафком-Академії». Прима вийшов на поле не 79-й хвилині, замінивши Андрія Запорожана. У складі «Борисфена-2» провів 4 поєдинки. 
Напередодні початку сезону 2003/04 років перейшов до «Ворскли-2». Дебютував у футболці другої команди ворсклян 2 серпня 2003 року в нічийному (1:1) виїзному поєдинку 2-о туру групи В Другої ліги проти київського «Арсеналу-2». Дмитро вийшов на поле на 75-й хвилині, замінивши Романа Капаністого. Дебютним голом за другу команду полтавців відзначився 31 липня 2004 року на 32-й хвилині нічийного (3:3) домашнього поєдинку 2-о туру групи В Другої ліги проти МФК «Олександрії». Прима вийшов на поле в стартовому складі та відіграв увесь матч У складі «Ворскли-2» відіграв два сезони в Другій лізі, за цей час провів 30 поєдинків та відзначився 3-а голами. У сезоні 2004/05 років був у заявці першої команди «Ворскли», але виступав виключно за дубль полтавців (10 матчів, 3 голи).
У 2005 році перейшов у «Кремінь». Дебютував у футболці кременчуцького клубу 1 серпня 2005 року в програному (2:1) виїзному поєдинку попереднього раунду кубку України з футболу проти комсомольського «Гірник-спорту». Дмитро вийшов на поле в стартовому складі, а на 73-й хвилині його замінив Олексій Ларіонов. У Другій лізі дебютував за команду з Полтавщини 6 серпня 2005 року в переможному (3:2) виїзному поєдинку 1-о туру групи В проти донецького «Олімпіка». Прима вийшов на поле в стартовому складі, на 28-й хвилині відзначився дебютним голом, а на 46-й хвилині його замінив Олексій Ларіонов. У складі «Кременя» в Другій лізі зіграв 50 матчів та відзначився 7-а голами, ще 2 поєдинки провів у кубку України.
У 2007 році підсилив «Полтаву». Дебютував у футболці «городня» 29 липня 2007 року в нічийному (0:0) домашньому поєдинку 2-о туру групи Б Другої ліги проти кременчуцького «Кременя». Дмитро вийшов на поле в стартовому складі, а на 52-й хвилині його замінив Вадим Кучеревський. Дебютним голом у футболці полтавців відзначився 14 серпня 2007 року на 12-й хвилині нічийного (3:3) домашнього поєдинку 4-о туру групи Б Другої ліги проти запорізького «Металурга-2». Прима вийшов у стартовому складі та відіграв увесь матч, а на 84-й хвилині отримав жовту картку. У футболці «Полтави» в Другій лізі зіграв 16 матчів та відзначився 2-а голами.
Напередодні початку сезону 2008/09 років перейшов до київського ЦСКА. Дебютував у складі «армійців» 2 серпня 2008 року в переможному (3:0) домашньому поєдинку 3-о туру групи А Другої ліги проти «Княжої-2». Дмитро вийшов на поле на 69-й хвилині, замінивши Антона Приходька, а на 84-й хвилині відзначився своїм єдиним голом за ЦСКА. У футболці київських армійців у Другій лізі зіграв 5 матчів та відзначився 1 голом, ще один матч провів у кубку України.
Під час зимової паузи сезону 2008/09 років перейшов до дніпродзержинської «Сталі». Дебютував у футболці «сталеварів» 4 квітня 2009 року в переможному (3:0) домашньому поєдинку 22-о туру групи Б Другої ліги проти донецького «Олімпіка». Прима вийшов на поле в стартовому складі, а на 46-й хвилині його замінив Роман Чахотін. Дебютним голом у складі дніпродзержинського клубу відзначився 26 квітня 2009 року на 45-й хвилині переможного (2:0) домашнього поєдинку 26-о туру групи Б Другої ліги проти маріупольського «Іллічівця-2». Дмитро вийшов на поле в стартовому складі та відіграв увесь матч. У футболці «сталеварів» у Другій лізі зіграв 24 матчі та відзначився 7-а голами, ще 2 поєдинки (1 гол) провів у кубку України. На початку січня 2010 року залишив розташування дніпродзержинського клубу.
Взимку 2010 року перейшов у «Єдність» (Пллиски). Дебютував у складі плисківської команди 3 квітня 2010 року в програному (1:2) домашньому поєдинку 3-о туру групи А Другої ліги проти іллічівського «Бастіону». Прима вийшов у стартовому складі та відіграв увесь матч. Дебютними голами в складі «Єдності» відзначився 15 травня 2010 року на 10 та 60-й (з пенальті) хвилинах переможного (3:0) домашнього поєдинку 20-о туру групи А Другої ліги проти моршинської «Скали». Дмитро вийшов у стартовому складі, а на 74-й хвилині його замінив Сергій Комар. У футболці клубу з Плисок у Другій лізі зіграв 15 матчів та відзначився 4-а голами, ще 1 поєдинок провів у кубку України.
У 2011 році перейшов до складу вишгородського «Діназу», який на той час виступав у аматорському чемпіонаті України. З 2016 по 2017 рік захищав кольори «Десни» (Погреби). 2018 року повернувся до «Діназу», але вже як граючий помічник головного тренера.